# Димитър Антонов
Димитър Сотиров Антонов с псевдоними Михаил и М. А. Пирин е български и руски революционер и съветски дипломат.

## Биография
Роден е през 1889 година в град Неврокоп. Малко преди Балканската война заминава да учи в Петроград. След избухването ѝ се завръща и влиза в Македоно-одринското опълчение в 4 рота на 3 солунска дружина. На юли 1913 година е ранен и получава орден „За храброст“ ІV степен.
След Балканските войни отново заминава за Петроград. Там през лятото на 1917 година заедно със Сава Чукалов издава брошура „Ленин и Плеханов“. По време на Октомврийската революция участва в нападението над Зимния дворец. По време на революцията е началник на охраната на Ленин и го придружава от Москва до Петроград по време на Втория конгрес на Коминтерна.
След революцията участва в откриването на болница в Петроград и е назначен за ръководител на Петроградския военно-санитарен окръг. Там е в една група с други комунисти като Владимир Каваев, Елена Каваева и Антон Мирчев. Влиза в редиците на Червената армия и достига до чин генерал-полковник.
След Втората световна война е председател на Съюзническата комисия в Будапеща и по-късно в Прага. През 1948 година умира в Москва.